# Topeka (Indiana)
Topeka è un comune (town) degli Stati Uniti d'America della contea di LaGrange nello Stato dell'Indiana. La popolazione era di 1,153 persone al censimento del 2010. Topeka si trova circa 11 miglia a sud di Shipshewana.
Topeka probabilmente prende questo nome perché ai coloni ricordava il paesaggio della città di Topeka, la capitale del Kansas.

## Geografia fisica
Topeka è situata a 41°32′20″N 85°32′24″W (41.538876, -85.540063).
Secondo lo United States Census Bureau, ha un'area totale di 1,74 miglia quadrate (4,51 km²).

## Società

### Evoluzione demografica
Secondo il censimento del 2010, c'erano 1,153 persone.

### Etnie e minoranze straniere
Secondo il censimento del 2010, la composizione etnica della città era formata dal 94,4% di bianchi, lo 0,3% di afroamericani, l'1,0% di asiatici, l'1,6% di altre etnie, e il 2,7% di due o più etnie. Ispanici o latinos di qualunque etnia erano il 3,6% della popolazione.